# Klavier-Festival Ruhr

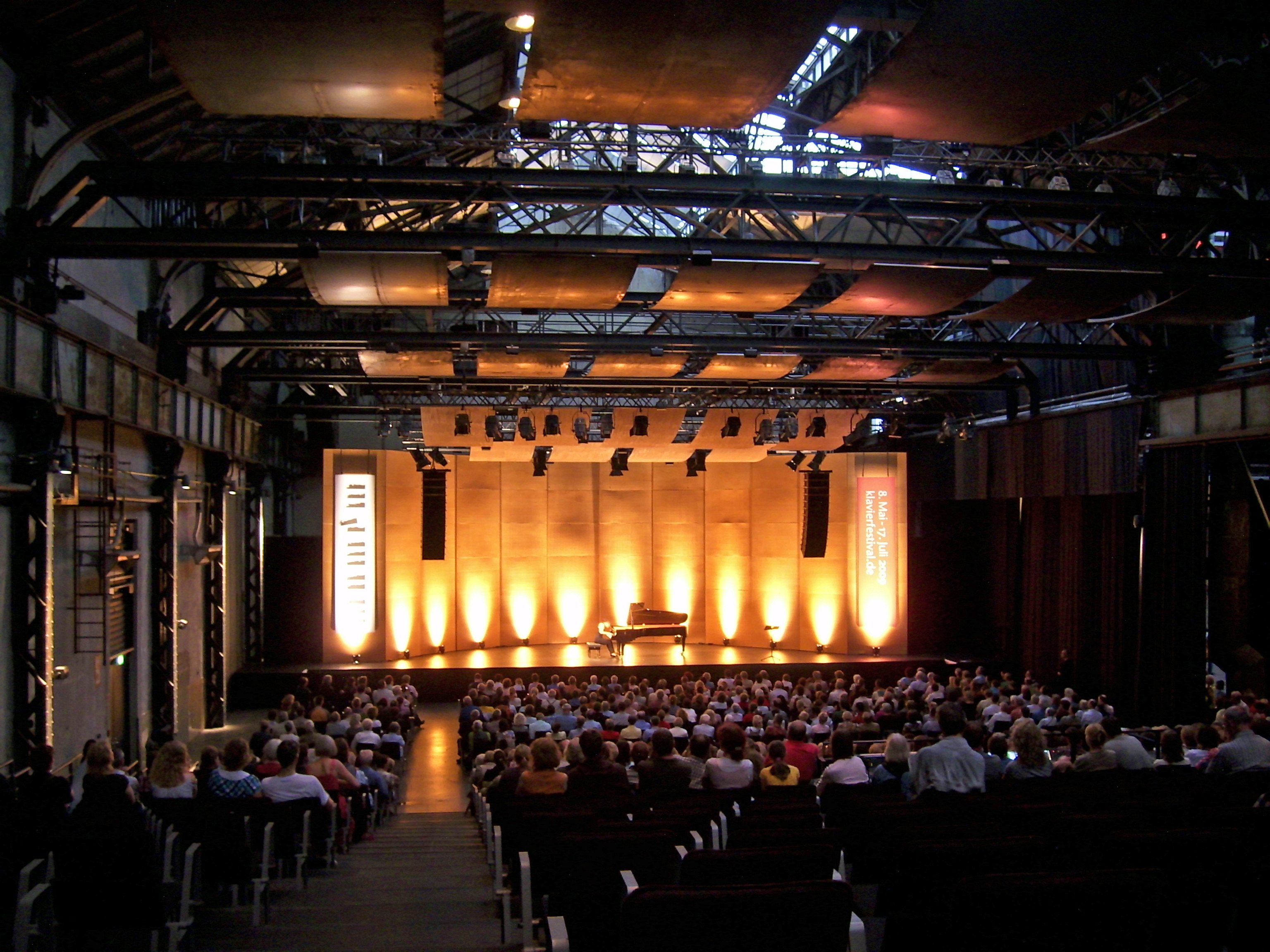
Sonderaufführung des Klavierfestivals Ruhr in der Jahrhunderthalle in Bochum, 2009 in Verbindung mit "ExtraSchicht"

Das Klavier-Festival Ruhr (auch Klavierfestival Ruhr) ist ein Festival der Klaviermusik, das in jedem Sommer im Ruhrgebiet stattfindet. Veranstalter ist die Stiftung Klavier-Festival Ruhr, Intendant war bis zu seinem Tod am 14. November 2023 Franz Xaver Ohnesorg. Zum 1. Januar 2024 hat Katrin Zagrosek die Intendanz übernommen. Bereits zum 1. April 2023 wurde sie in den Vorstand der Stiftung Klavier-Festival Ruhr und in die Geschäftsführung der Klavier-Festival Ruhr Sponsoring und Service GmbH bestellt.
International bekannte Pianisten wie auch Nachwuchskünstler bringen über ca. drei Monate hinweg an mehreren Spieltagen in der Woche das Klavierspiel an mehreren Standorten zu Gehör. Diese reichen vom Konzerthaus Dortmund und dem Harenberg City-Center in Dortmund über das Ruhrfestspielhaus in Recklinghausen, dem Schloss Hohenlimburg in Hagen, dem Anneliese Brost Musikforum in Bochum, der Philharmonie Essen und der Mercatorhalle in Duisburg bis zur Tonhalle Düsseldorf.
Namhafte ortsansässige Industriefirmen engagieren sich beim Klavier-Festival Ruhr als Sponsoren, darunter 2023 der Initiativkreis Ruhr und RWE als Hauptsponsoren. Die mit rund einer Million Euro im Jahr bestrittene Veranstaltungsserie umfasst rund 80 Konzerte in Nordrhein-Westfalen und wird von etwa 60.000 Menschen jährlich besucht.